# Kazachstan na Letnich Igrzyskach Olimpijskich 2008
Kazachstan na Letnich Igrzyskach Olimpijskich 2008 reprezentowało 132 sportowców w 22 dyscyplinach.
Był to 4. start reprezentacji Kazachstanu na letnich igrzyskach olimpijskich. 13 zdobytych medali było najlepszym wynikiem Kazachstanu w historii występów na letnich igrzyskach olimpijskich. 

## Zdobyte medale
| Medal  | Zawodnik              | Dyscyplina sportowa  | Konkurencja                         |
| ------ | --------------------- | -------------------- | ----------------------------------- |
| Złoto  | Ilia Ilin             | Podnoszenie ciężarów | do 94 kg mężczyzn                   |
| Złoto  | Bakyt Sarsekbajew     | Boks                 | waga półśrednia (do 69 kg) mężczyzn |
| Srebro | Irina Niekrasowa      | Podnoszenie ciężarów | do 63 kg kobiet                     |
| Srebro | Ałła Ważenina         | Podnoszenie ciężarów | do 75 kg kobiet                     |
| Srebro | Aschat Zitkiejew      | Judo                 | do 100 kg mężczyzn                  |
| Srebro | Tajmuraz Tigijew      | Zapasy               | styl wolny do 96 kg mężczyzn        |
| Brąz   | Nurbakit Tengizbajew  | Zapasy               | styl klasyczny do 60 kg mężczyzn    |
| Brąz   | Asset Mambetow        | Zapasy               | styl klasyczny do 96 kg mężczyzn    |
| Brąz   | Marid Mutalimow       | Zapasy               | styl wolny do 120 kg mężczyzn       |
| Brąz   | Marija Grabowiecka    | Podnoszenie ciężarów | powyżej 75 kg kobiet                |
| Brąz   | Jelena Szałygina      | Zapasy               | styl wolny do 63 kg kobiet          |
| Brąz   | Jerkebulan Szynalijew | Boks                 | waga półciężka (do 81 kg) mężczyzn  |
| Brąz   | Arman Sziłmanow       | Taekwondo            | powyżej 80 kg mężczyzn              |